# Anthrenus palaeoaegyptiacus
Anthrenus palaeoaegyptiacus is een keversoort uit de familie spektorren (Dermestidae). De wetenschappelijke naam van de soort werd in 1930 gepubliceerd door Grüss.